# 市民勢力
市民勢力（ロシア語: Гражданская сила、市民の力）は、ロシアの自由主義政党。党首はミハイル・バルシチェフスキー。2007年2月「自由ロシア」から党名変更した。
党員数は5万5063人。党のシンボルはひまわり。市民の自由的権利の尊重、私有財産制はロシアにおける経済発展の基盤である、国家は、市民的権利と生活の安定に関する擁護者たることなどを主な政治的主張としている。
市民勢力は実業家・企業家・科学者・文化人・技術者などのインテリゲンツィアなど中流階級の利益を代表すると公的に表明している。事実、同党の主な政治的支持層は中小企業の経営者を中心としている。プーチン政権に対しては、是々非々の立場を取り、大統領府副長官のウラジスラフ・スルコフが2007年下院選挙を前に同党に接近を試みたとの報道がされた。
党名に関しては、2003年から2004年に「ネットワーク政党」を名乗り、その後、自由ロシアを経て、2007年に現在の党名になった。
党の執行部である政治評議会は、ミハイル・バルシチェフスキー党首、ヴァルディス・ペルシュ、タチアナ・ウスチノワ、マクシム・コノネンコの4名で構成される。
2007年12月2日ロシア下院選挙において、得票率1.05パーセントで7パーセント条項に遠く及ばず議席を得ることはできなかった。
2008年ロシア大統領選挙においては、ドミートリー・メドヴェージェフ第一副首相を支持した。
2008年11月、右派勢力同盟、ロシア民主党と合併し、新たに右派活動を結成した。